# ناكاتومي
عشيرة ناكاتومي (باليابانية: 中臣氏 ناكاتومي أوجي) كانت أحد عشائر اليابان ذات النفوذ التي توارثت الأعمال الدينة والماتسوري بالترافق مع عشيرة إنبه.